# Gibbaeum hortenseae
Gibbaeum hortenseae (англ.) — вид цветковых растений семейства Аизовые (Aizoaceae), относящийся к группе живых камней. Ранее этот вид считался единственным представитель рода Muiria N.E.Br. — Muiria hortensea N.E.Br., под таким названием растение обычно и упоминается в публикациях.
Первоначальное родовое название растения было дано в честь шотландского натуралиста Джона Мьюра, первым нашедшего и описавшего это растение, а видовой эпитет, сохранившийся в современной номенклатуре, — в честь его дочери Гортензии Мьюр.
Ареал вида очень ограничен: растение встречается лишь в долине в Капских гор, расположенной пустыне Малый карру, в окрестностях южноафриканского город Спрингфонтейн.

## Биологическое описание
Растения по виду и форме напоминают гальку, обмазанную илом. Их размер — около 25 мм в высоту (иногда до 30 мм) и 15 мм (иногда 20 мм) в ширину. Листья мясистые, светлой окраски, изредка красноватые. Образуя яйцевидное скопление двух листьев, они полностью срастаются в одно единственное тело. Цветки розовые или бело-розовые, диаметром около 2 см.

## Культивирование
В культуре растение малоизвестно по причине сложностей выращивания. Ему нужен очень строгий полив не более 150 мл в год и тепло круглый год. По системе вегетации похожа на конофитум (Conophytum N.E.Br.): с августа по ноябрь у неё период вегетации, цветки появляются ранней зимой.

## Таксономия
Gibbaeum hortenseae (N.E.Br.) Thiede & Klak, первое упоминание в Strelitzia 9: 705. 2000.

### Синонимы
- Mesembryanthemum hortenseae (N.E.Br.) Hill
- Muiria hortenseae N.E.Br.